# Vělopolí
Vělopolí är en ort i Tjeckien. Den ligger i den östra delen av landet, 300 km öster om huvudstaden Prag. Vělopolí ligger 331 meter över havet och antalet invånare är 220.
Terrängen runt Vělopolí är platt norrut, men söderut är den kuperad. Terrängen runt Vělopolí sluttar norrut.Runt Vělopolí är det tätbefolkat, med 442 invånare per kvadratkilometer. Närmaste större samhälle är Havířov, 13,0 km nordväst om Vělopolí. Omgivningarna runt Vělopolí är en mosaik av jordbruksmark och naturlig växtlighet.